# Niedrigpreisstrategie
Niedrigpreisstrategie (oder Billigpreispolitik, Niedrigpreispolitik) ist in der Betriebswirtschaftslehre und Preispolitik eine Preisstrategie, die auf das Marktsegment der Schnäppchenjäger und Billigsortimente fokussiert ist. Gegensatz ist die Hochpreisstrategie.

## Allgemeines
Es handelt sich um eine Preisstrategie, bei der Güter oder Dienstleistungen dauerhaft auf einem niedrigen Preisniveau angeboten werden. Preisstrategien streben eine langfristige Ausrichtung von Preisen an und legen den Preis vor allem unter Beachtung der übergeordneten Unternehmensziele, Marketinginstrumente und des Produktlebenszyklus fest. Bei einer Niedrigpreisstrategie wird unterstellt, dass einerseits die Güter oder Dienstleistungen an oder nahe der Preisuntergrenze angeboten werden und dass es andererseits auch teurere Substitutionsgüter der Konkurrenz gibt.

## Nachfrage
Die Kunden besitzen eine hohe Preissensivität und eine geringe Zahlungsbereitschaft, wobei die maximale Zahlungsbereitschaft nicht vollständig abgeschöpft werden kann. Der günstige Preis spielt eine große Rolle, weswegen die Produktqualität weniger wichtig ist. Das Budget ist häufig knapp, so dass bei Substitutionsgütern die preisgünstigeren Artikel ausgewählt werden. 
Es handelt sich um Schnäppchenjäger, die sich auf Billigsortimente konzentrieren. Sie achten auf Preisnachlässe (wie Couponing, Frühbucherrabatt, Happy Hour, Incentives, last minute, Rabatte, Skonto, Sonderangebot). Bestehen zeitliche Preisdifferenzierungen, bevorzugen sie Saisonschlussverkauf und die Nebensaison. Präferiert werden Billigbestattung, Billiger Jakob, Billigfluggesellschaften, Discounter, Energiediscounter, Off-Price-Stores, Sonderposten- und Supermärkte.

## Angebot
Die Anbieter lassen sich gegebenenfalls auf einen aggressiven Preiswettbewerb ein. Sie versuchen, den Preis als Wettbewerbsvorteil zu nutzen und in den Vordergrund zu stellen. Die Hersteller erzielen ihren Gewinn im Regelfall durch Massenproduktion mit hohen Stückzahlen und nicht durch hohe Umsatzerlöse pro Stück.
Auf bestimmten Märkten (Homogene Güter, hohe Markttransparenz, hohe Wettbewerbsintensität) erkannte Michael E. Porter 1985 bei Anbietern oft ein „zwischen den Stühlen sitzen“ (englisch stuck in the middle), das in der U-Kurve zum Ausdruck kommt und keine Wettbewerbsvorteile bietet. Anbieter müssen ihm zufolge entweder auf eine Niedrigpreispolitik setzen oder auf hohe Produktqualität.
Die Penetrationsstrategie ist eine Niedrigpreisstrategie, wobei ein Produkt bei seiner Markteinführung mit einem niedrigen Preis angeboten wird, um möglichst hohe Marktanteile zu gewinnen. Mittelfristig wird dann der Marktpreis angehoben. Nachteil ist, dass bei der Markteinführung Gewinnchancen wegen der niedrigen Preise nicht vollständig genutzt werden, weil die Zahlungsbereitschaft nicht maximal ausgeschöpft wird. Die gegensätzliche Abschöpfungsstrategie beginnt mit einer Hochpreisstrategie und wird fortgesetzt mit einer sukzessiven Niedrigpreisstrategie.
Auch Marktfolger wählen die Niedrigpreisstrategie, um auf Marktführer Preisdruck auszuüben und Marktanteile zu erkämpfen.
Anbieter stehen unter Preisdruck, so dass für sie die Kenntnis der Preisuntergrenze von Bedeutung ist, also jener Preisgrenze, bei der ein Unternehmen bei weiterem Preisdruck Verluste hinnehmen müsste.

## Unterscheidungen
In Unternehmen werden insbesondere folgende Hoch- und Niedrigpreisstrategien unterschieden:
| Kriterium          | Hochpreisstrategie                                | Niedrigpreisstrategie                         |
| ------------------ | ------------------------------------------------- | --------------------------------------------- |
| Saisonbetriebe     | Hauptsaison                                       | Nebensaison                                   |
| Ladenart           | Fachgeschäft Drei-Sterne-Restaurant               | Supermarkt Imbissbude                         |
| Güterart           | Luxusgüter Markenartikel Haute Cuisine Champagner | Billigsortiment No-Name-Artikel Junkfood Sekt |
| Luftverkehr        | First Class                                       | Economy Class                                 |
| Personenkraftwagen | Luxusklasse                                       | Kleinwagen                                    |
| Produktqualität    | Premiummarke                                      | Zweitmarke                                    |
| Immobilienmarkt    | Luxusimmobilie                                    | Schrottimmobilie                              |
| Strommarkt         | Spitzenlasttarifierung                            | Nachtstrom                                    |

## Peak load pricing
Die an der Spitzenauslastung orientierte Preispolitik (Spitzenlasttarifierung; englisch Peak Load Pricing) ist eine zeitliche Preisdifferenzierung, die häufig im Dienstleistungssektor bei nicht lagerfähigen Dienstleistungen angewandt wird. Die Unternehmen sind hohen Nachfrageschwankungen (Tages-, Wochen- und Saisonschwankungen) ausgesetzt, einige sind sogar Saisonbetriebe. Hierzu gehören insbesondere Elektrizitätsversorgungsunternehmen (hoher Preis für die Spitzenlast tagsüber, niedriger Preis beim Nachtstrom), Fluggesellschaften, Gastronomie (Happy Hour) oder Hotels (Motels). Sie fahren eine Hochpreisstrategie in nachfragestarken Perioden und Niedrigpreisstrategie in nachfrageschwachen Zeiten. Das peak load pricing gelingt umso mehr, je höher die Nachfrageelastizität ist.
Ziel des peak load pricing ist es, durch entsprechende Preisnachlässe die preissensible Nachfrage in die Zeit außerhalb der Saison zu verlagern und dadurch mehr Kunden zu gewinnen und den Gesamterlös erhöhen zu können.

## Wirtschaftliche Aspekte
Betrachtet man die Marktform, so können Niedrigpreisstrategien bei Überkapazitäten und Marktsättigung eingesetzt werden; in Wachstums- und Zukunftsmärkten wird der Preis oft als Instrument eingesetzt, um Marktanteile zu gewinnen und zu sichern. Niedrigpreisstrategien können weniger zahlungsbereite Nachfrager ansprechen, um die Absatzmenge zu steigern. Im Rahmen eines sich verschärfenden Preiswettbewerbs führen Niedrigpreisstrategien zu einem ruinösen Verdrängungswettbewerb, weil die dazu notwendigen Kostenvorteile nicht gehalten werden können. Niedrige Preise führen zu einer schnellen Warenrotation, die insbesondere bei Nahrungsmitteln, Getränken, Tabakwaren, Putz-, Reinigungs- und Waschmitteln, Körperpflegemitteln, Kosmetik und Hygienepapieren vorzufinden ist. Hier ist die Gewinnmarge pro Stück gering, der Gesamtgewinn wird über Massenproduktion erreicht. 